# 中国人民解放军陆军第六综合训练基地
中国人民解放军陆军第六综合训练基地，位于四川省崇州市，隶属中国人民解放军西部战区陆军。

## 沿革
四川省崇州市原设有中国人民解放军成都军区坦克乘员训练团，隶属中国人民解放军成都军区。2004年12月改为中国人民解放军成都军区兵种训练基地。2017年，在深化国防和军队改革中，调整组建中国人民解放军陆军第六综合训练基地，隶属中国人民解放军西部战区陆军。

## 历任领导
中国人民解放军成都军区兵种训练基地
| 司令员 - 傅世佩（？—？） - 汪兵（？—2017年） | 政治委员 - 杨懿（？—？） - 张道伦（？—2017年） |

中国人民解放军陆军第六综合训练基地
| 主任 - 汪兵（2017年—） | 政治委员 - 张贵泉（2017年—） |